# Гёкчеада (район)
Гёкчеада (тур. Gökçeada) — город и район в провинции Чанаккале (Турция), полностью расположенный на острове Гёкчеада. 

## Население
Согласно проведённой в 2019 году переписи населения, на острове проживают 9440 человек, из которых 6229 человека проживают в столице острова — Чинарлы, а 3211 в сельской местности.